# Notre Dame (bordspel)
Notre Dame is een bordspel voor 2 tot 5 personen, gesitueerd in het veertiende-eeuwse Parijs rond de Notre Dame-kathedraal. Het spel, ontworpen door Stefan Feld, is in 2007 uitgegeven door Ravensburger Alea.
Het idee van het spel is dat spelers de rol hebben van invloedrijke burgers in een Parijse wijk. Wie aan het eind van het spel de meeste prestigepunten heeft wordt winnaar. Om prestigepunten te verkrijgen zijn geld en invloed, gesymboliseerd door invloedsstenen, nodig en moeten rattenplagen worden voorkomen. Gedurende het spel worden bij het uitspelen van actiekaarten invloedsstenen in gebouwen in de wijk geplaatst hetgeen geld, prestigepunten, het terugdringen van de ratten en nieuwe invloedsstenen oplevert. Bovendien kunnen personen worden omgekocht.

## Het spel
Het speelveld bestaat uit in het centrum de Notre Dame met daaromheen een wijk per speler. In ieder wijk zijn er zeven gebouwen en een haven. De haven bevat een teller van de ratten, die de maatstaf is voor de hygiënische omstandigheden in de wijk. Het spel begint met een speelveld zonder invloedsstenen, een koets in het midden van de wijk en alle rattentellers op 0. Bovendien zijn in elke wijk vier verschillende markten neergelegd.
Iedere speler begin met een kleine voorraad invloedsstenen en geld, een vertrouweling en negen actiekaarten die aangeven in welk gebouw van de wijk een actie wordt uitgevoerd.

### De rondes
Het spel bestaat uit drie etappes van elk drie rondes en elke ronde bestaat uit 5 fases. De startspeler van een ronde schuift na afloop van een ronde door.
Fase 1: De aan het eind van de ronde omkoopbare personen worden bekendgemaakt. Hiermee wordt ook duidelijk hoeveel ratten er na deze ronde worden geboren.
Fase 2: Iedere speler pakt blind drie eigen actiekaarten en geeft er twee door naar links. Van de twee kaarten die een speler van rechts krijgt geeft hij er een door naar links. Iedere speler eindigt deze fase dus met drie actiekaarten: een uit de eigen stapel, een van zijn rechter buur en een van diens rechter buur.
Fase 3: Te beginnen bij de startspeler wordt twee keer de kring rondgegaan voor het uitspelen van een actiekaarten. De derde actiekaart wordt dus niet gebruikt.
Fase 4: Het omkopen van een van de personen die in fase 1 bekend zijn gemaakt. Dit kost een munt, maar de voordelen zijn vaak groot.
Fase 5: De rattenplaag breekt uit. De in fase 1 bepaald aantal ratten komt de wijk in.
Aan het eind van drie rondes worden de prestigepunten van de Notre Dame verdeeld over diegenen die daar invloedsstenen hebben geplaatst.

### De gebouwen
Het Park is een gezonde buurt en bij het spelen van een invloedssteen in het Park (dus de Park-actiekaart) wordt de rattenteller één positie teruggeplaatst. Per twee invloedsstenen in het Park krijgt de speler bij elke toekenning van prestigepunten er één extra.
Bij het plaatsen van een invloedssteen in het Ziekenhuis gaat de rattenteller één positie terug. Bvendien wordt bij de uitbraak van de rattenplaag in fase 4 het aantal ratten verminderd met het aantal invloedsstenen in het ziekenhuis.
Bij het plaatsen van een invloedssteen in de Kloosterschool krijgt de speler zoveel invloedsstenen uit de voorraad als er invloedsstenen in de Kloosterschool staan. (Dit lijkt in eerste instantie onzinnig: de eerste invloedssteen levert één invloedssteen op. Echter, de tweede invloedssteen in de Kloosterschool levert twee invloedsstenen op, de derde steen levert er drie op, enzovoort. Ditzelfde cumulatieve effect is er bij de Bank, de Residentie en bij het Koetshuis.)
Bij het plaatsen van een invloedssteen in de Bank krijgt de speler zoveel munten uit de voorraad als er invloedsstenen in de Bank staan.
Bij het plaatsen van een invloedssteen in de Residentie krijgt de speler zoveel prestigepunten uit de voorraad als er invloedsstenen in de Residentie staan.
Bij het plaatsen van een invloedssteen in het Koetshuis mag de speler zoveel marktplaatsen reizen met zijn koets als er invloedsstenen in het Koetshuis staan. Bij de marktplaats waar de koets eindigt krijgt de speler de voordelen van deze markt (bijvoorbeeld een prestigepunt plus een munt of vier prestigepunten).
Bij het plaatsen van een invloedssteen in het Hotel kan de speler kiezen uit één prestigepunt, één munt of het één positie  terugplaatsen van de rattenteller. Het uitspelen van deze actiekaart wordt vaak gezien als een laatste redmiddel, want de andere gebouwen zijn vaak meer waard.
Bij het spelen van de Vertrouwelingkaart kan de speler zijn vertrouweling, een poppetje van eigen kleur, (ver)plaatsen. Deze vertrouweling is een soort ‘mobiele invloedssteen’.
Bij het plaatsen van een invloedssteen op de Notre Dame (dus het spelen van de Notre Dame-kaart) kan de speler prestigepunten kopen en deelt hij aan het eind van de etappe in de Notre Dame-prestigepunten.